# Diritto latino

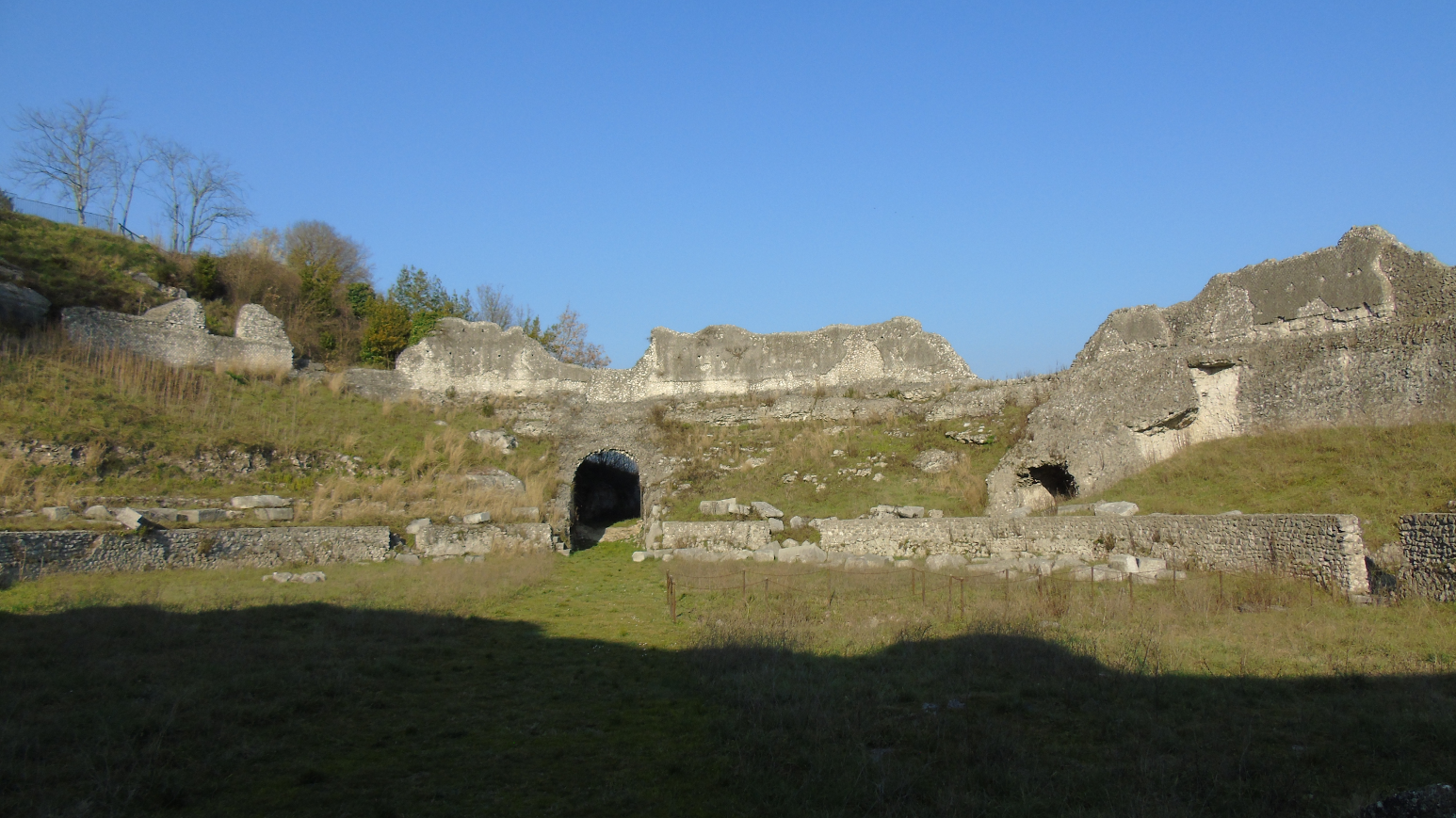
L'anfiteatro di Casinum, nel Latium adiectum, attuale Cassino. Definita da Strabone "l'ultima città latina" (Geografia), nel suo territorio fu stabilita una colonia latina.

Il diritto latino (latino ius Latii o Latinitas o Latium) era uno status civile che in epoca romana si situava a livello intermedio tra la piena cittadinanza romana e lo stato di non cittadino (peregrinus). Il diritto latino, noto anche come cittadinanza latina, era un insieme di diritti legali originariamente concessi ai latini nel loro territorio di origine, il Latium vetus, e quindi nelle loro colonie, il Latium adiectum. Con l'espansione romana all'interno della penisola italica, a molti altri insediamenti fuori dal Lazio vennero concessi i diritti latini, per poi cominciare a diffondersi anche in determinati centri provinciali.

## Storia

### Origini
Roma era una delle tante città latine. Dal 340 al 338 a.C., la Lega Latina, una confederazione di circa trenta città-Stato del Lazio ("terra dei Latini") alleate di Roma, si ribellò, dando vita a quella che sarà conosciuta come Guerra latina, vinta poi dai romani. La Lega latina venne dunque sciolta e molte delle città-Stato del Lazio furono integralmente incorporate alla Repubblica Romana attraverso la concessione della piena cittadinanza romana, mentre, ad altre, furono concessi diritti e privilegi maggiormente limitati rispetto a quelli posseduti dai cittadini di diritto romano.
Tali diritti divennero noti come ius Latii. Lo ius Latii fu dunque concesso a diverse colonie di diritto latino fondate tra il IV e III secolo a. C. lungo tutta la penisola, in punti chiave utili a rafforzare il controllo del territorio tra le colonie e i municipi di diritto romano e le città dei socii (alleati) sparse in tutta l'Italia. I cittadini romani che si stabilivano in una colonia latina perdevano la cittadinanza romana e acquisivano il diritto latino. Popolate tanto da romani come da latini ed altri alleati italici, le colonie latine erano generalmente più grandi delle colonie romane.
Nel 122 a. C. il tribuno della plebe Gaio Gracco fece sì che lo ius Latii fosse esteso a tutti gli altri abitanti dell'Italia (e cioè ai socii, i quali otterranno la piena cittadinanza romana in seguito alla guerra Sociale). Ciò rifletteva i crescenti legami tra Roma e tutti gli altri popoli italici attraverso il commercio e i legami tra le famiglie più importanti nelle città italiche e le famiglie patrizie a Roma, grazie anche al fondamentale contributo bellico fornito dai socii nelle alae sociorum. Nel 44 a.C. Giulio Cesare concesse lo ius Latii a tutti i siciliani nati liberi. All'interno dell'Italia peninsulare lo ius Latii perse qualsiasi valore in seguito alla Lex Plautia Papiria dell'89 a. C., la quale conferiva la piena cittadinanza romana a tutti gli abitanti liberi dell'Italia.

### Periodo imperiale
Con l'impero lo ius Latii venne utilizzato più come strumento politico che mirava all'integrazione delle comunità provinciali attraverso i loro capi locali. Lo status latino includeva l'acquisizione della cittadinanza romana sulla base del possesso della magistratura municipale (ius adipiscendae civitatis per magistratum) che avrebbe portato almeno i magistrati locali sulla via dell'istituzione di una comunità di stampo romano.

## Effetti dellostatusdi "latino"
Lo status permetteva di contrarre legalmente matrimonio con una Romana o un Romano (ius connubii), di commerciare con i Romani con la garanzia di poter ricorrere al magistrato per la tutela dei propri atti negoziali (ius commercii), e, ma solo inizialmente, anche di trasferirsi a Roma (ius migrandi) a condizioni di parità coi cittadini romani, e quindi di votare (ius suffragii) nei comizi elettorali.
Alle città i cui abitanti godevano dello ius Latii era riconosciuta l'indipendenza per quanto riguardava la politica interna, quindi eleggevano i loro magistrati e si autogovernavano; però erano vincolate alla politica estera romana ed erano tenute a fornire un contingente di soldati che combattevano a fianco delle legioni, ma in reparti diversi.
Col passare del tempo, e con l'espansione del dominio romano ben oltre i confini del Lazio, il "diritto latino" venne riconosciuto e applicato anche a città non laziali, e che non avevano abitanti di origine latina: lo ius Latii passò allora a indicare una condizione giuridica e perse qualunque connotazione etnico-geografica; coloro che ne godevano (e che erano oramai divenuti troppo numerosi) persero però il diritto di votare a Roma.